# クルエルティフリー

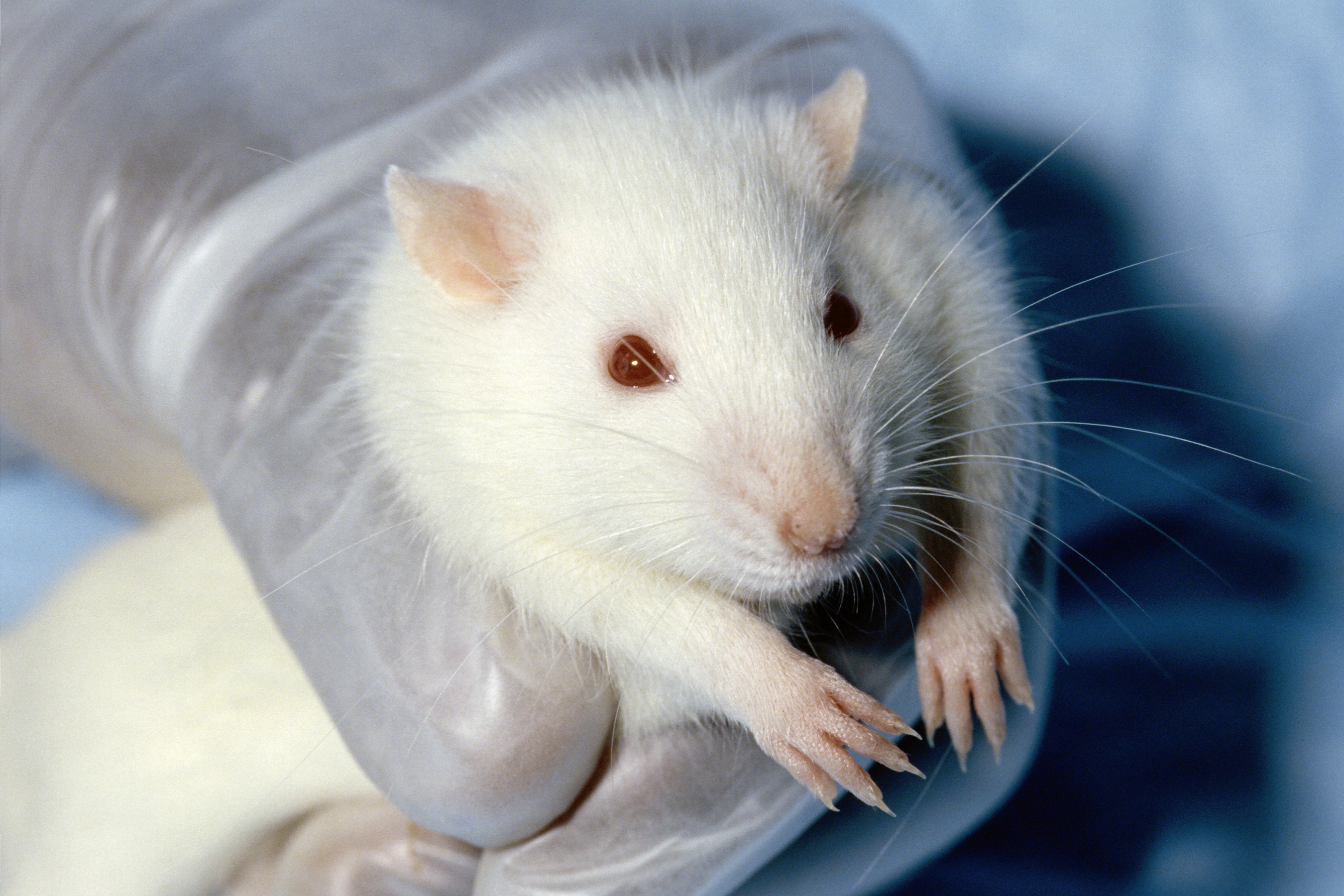
実験室のラット

クルエルティフリーまたはクルーエルティーフリー（英語: cruelty-free）とは、動物の権利運動における、商品や活動が動物を傷付けたり殺したりしていない事を示すラベルである。動物主義者達は動物でテストされた製品はクルエルティフリーでないとしている。なぜならば、これらのテストは屡々痛みを伴い、苦しみを引き起こし、毎年数百から数千匹の動物の死を齎すからである。

## 歴史

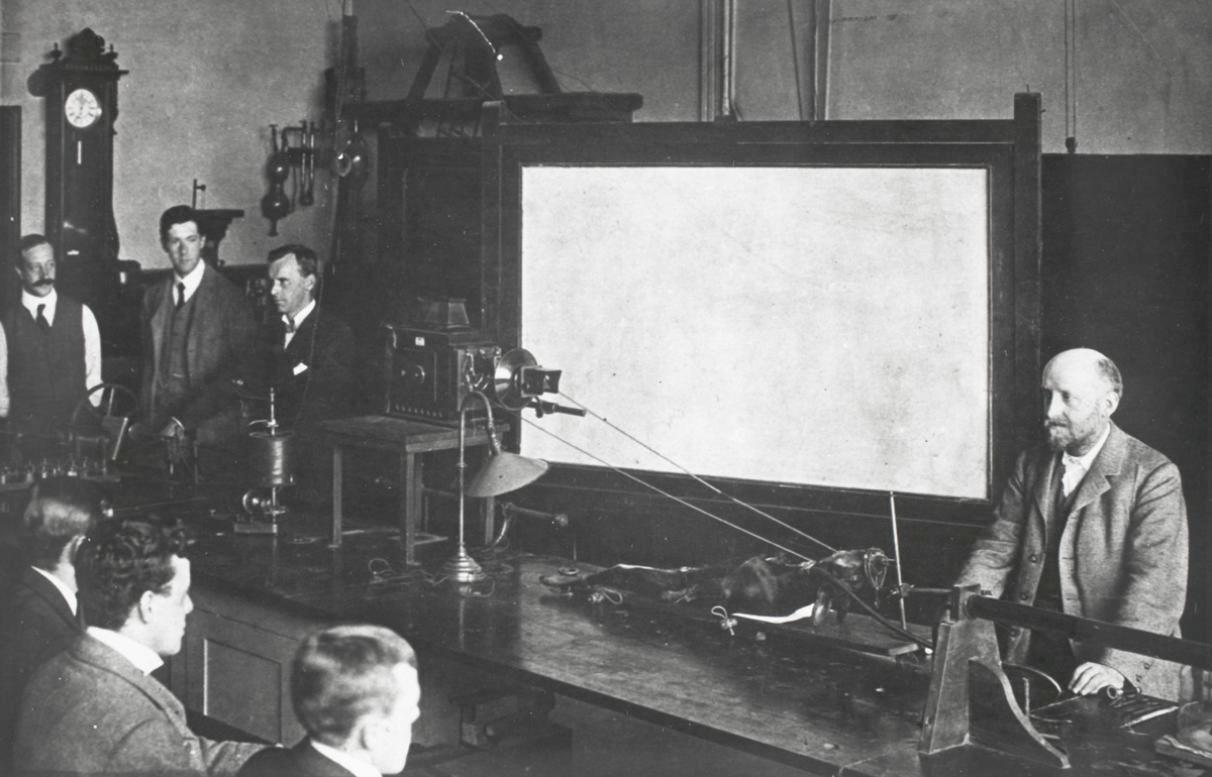
ユニヴァーシティ・カレッジ・ロンドンの生理学者、 ウィリアム・ベイリスによる1903年の実演実験の再現。反生体解剖主義者は、この実験中イヌは麻酔なしで解剖されたと主張した

「クルエルティフリー」という用語を最初にこの意味で使用したのは、フェイクファーの製造メーカーに「ビューティー・ウィズアウト・クルエルティ」＝「残酷な行為のない美」（英語: Beauty Without Cruelty）」 というラベルを使用するよう働きかけたダウディング夫人だった。 この活動は、1959年のビューティー・ウィズアウト・クルエルティー基金(Beauty Without Cruelty)の創設に繋がっている。
この言葉がアメリカで広まったのは1970年代で、Fashion With Compassionグループの創設者Marcia Pearsonによる。

## 社会運動
1957年に、 レックス・レオナルド・バーチ と ウィリアム・M・S・ラッセルが、共著書"Principles of Humane Experimental Technique"（＝『人道的実験技術の原則』）の中で「３つのR」という概念を紹介した。「３つのR」とは、動物実験で苦しむ動物たちを減らすための方法を提案したもので、
- 「Replacement＝置き換え」（動物実験の完全撤廃）
- 「Reduction＝削減」（統計分析のための実験で使う動物の数を減らす）
- 「Refinement＝純化」（実験自体をより苦痛の少ないものにする）

を意味する。
1991年にはヨーロッパ代替法バリデーションセンター（ECVAM）が設立された。ECVAMは「生命科学にとって重要で、動物実験の３Rを達成できる代替法の科学的・行政的受け入れを推し進める」ことを目的としている。かつてECVAMの科学諮問委員会が承認していたのはアニマル・プロテクション・アクトの下で実行された実験だったが、これは代替法がある場合は動物の使用を許可しないというものだった。
2012年には、「生体解剖廃止のためのイギリス連合」（British Union for the Abolition of Vivisection, BUAV）が「ニューイングランド反生体解剖協会」および「生体解剖を終わらせるヨーロッパ連合」と力を合わせ、動物実験に反対する運動を行う国際的な組織、クルエルティ・フリー・インターナショナルを作り出した。BUAVの支持者である俳優リッキー・ジャーヴェイスが運動を広く知らしめたことが、ヨーロッパでパーソナルケア製品開発時の動物実験が禁止された決定的な要因であると考えられている。しかし、企業はまだヨーロッパの外であれば動物実験を行うことができる。例えば中国では、輸入した化粧品全てに対し動物実験を行うことを義務付けている。ある企業が動物実験をしていないことを示すリーピング・バニー認証は、その企業の国際市場を見て与えられる。の世界のどこかで動物実験を行なっているような商品がある場合には与えられない。

## 動物実験の実態
ウサギ、ラット、マウス、モルモットのような動物達は、食料としても、化粧品用原材料用実験動物としても、毎日毎日酷使され続けている現状が存在し続けており、更に、実験動物達はその後、体内や内臓への影響を調査するために殺処分されるという過酷な状況が現在でも続いている。斯様な実験動物には、妊娠した動物達も含まれているが、同様の扱いを受け、母子共に殺処分される現状が存在し続けている。

## 実験動物の代替法
技術の発展に伴い、旧式の動物実験は、時間も費用も抑えられかつ正確性も高い方法へと徐々に置き換えられつつある。批判的な立場からは、人道的な代替法は実行に時間がかかり、費用もかさみ、一度に一つの化合物についてしか調べられない、という意見もあったが 、これまでに代替法への切り替えは良い結果を残してきている。
例として、 ドレイズ試験で用いるウサギの皮膚は、美容整形の現場から寄贈されたヒトの皮膚を使った再構築ヒト表皮（RhE）で置き換えることができる。こうすることで、動物実験を避けられるだけでなく、実際にヒトに適用した際の反応により近い結果を得ることができる。眼のドレイズ試験も、in vitro（試験管内）でヒト組織を用いて行う方法に置き換えられる。コンピュータを使ったシステムでは組織または臓器を選んで分離し、極限まで管理された環境下で実験を行うこともできる。こういった代替法を用いれば、動物実験を減らすだけではなく、人間を毒性物質から守るという目的を高い精度・確度で達成することができるようになる 。
ほかには、すでに安全であることが確かめられている原材料を用いて製品を作る、という方法もクルエルティフリーになる。EUのデータベースには2万種類の原材料が安全性を確認されているとして登録されている。

## クルエルティーフリー製品
現在では幅広いジャンルのクルエルティーフリー製品が販売されている。例を挙げると、化粧品、セルフケア商品、住宅洗剤、洋服、靴、コンドーム（牛乳由来のカゼインで処理されているものもある）、ろうそく（通常はパラフィンかミツロウを使う）などである。PETA、Choose Cruelty Free、Coalition for Consumer Information on Cosmetics、「生体解剖を終わらせるヨーロッパ連合」、および分派のクルエルティ・フリー・インターナショナルといった団体は、クルエルティフリー製品のリストや不買運動のためのクルエルティ製品のリストを発表している。1990年代からはリーピング・バニーが、クルエルティフリーの認証プログラムを運用している唯一の国際的な第三者団体となっている。

## 世界のクルエルティフリーイベント
「全国クルエルティフリー週間(英: National Cruelty-Free Week)」は、英国でBUAVにより毎年主催されているイベントである。2006年は7月17日から23日まで開催された。
他の類似イベントには、毎年11月1日に開催されている「全国ベジタリアン週間(英: National Vegetarian Week)」「英国ヴィーガン週間(英: UK Vegan Week)」「世界ヴィーガン・デー」などがある。

## 批判
いくつかの企業は、商品に「動物実験はされてない(商品)」「我社は動物事件はしていません」「これまで動物実験は一切行われていません」「動物実験に反対しています」「クルエルティフリー」等とラベル付けを行ってきているが、これらの中には、実際には動物実験禁止に関する法律に合致していないにも拘らず紛らわしい言回しをしているケースが存在しており、消費者のミスリーディングを誘発している。

## 参照
1. ↑   Encyclopedia of animal rights and animal welfare, (1998), p. 139, ISBN 978-0-313-29977-3
2. ↑  Joanne Stepaniak, Virginia Messina (2000), “The Body Beautiful”, The Vegan Sourcebook, McGraw-Hill Professional, ISBN 978-0-7373-0506-7
3. ↑  Balls, Michael (7 January 1994). “Replacement of animal procedures: alternatives in research, education and testing”. Laboratory Animals (London) 28 (3):  193. PMID 7967458 2013年3月30日閲覧。.
4. ↑  Curren, Roger (Nov–Dec 2000). “From inhumane to in vitro: The changing face of science.”. The Animals' Agenda 20 (6):  22 2013年3月30日閲覧。.
5. ↑  Caroline Frost (15 March 2012), “Ricky Gervais Fronts Cruelty Free International Crusade To End Cosmetic Tests On Animals”, Huffington Post
6. ↑  “Animal Tests & Alternatives”.   Cruelty Free International. 2013年3月30日閲覧。
7. ↑  Gallagher, Megan Erin (2003). Toxicity Testing Requirements, Methods and Proposed Alternatives. California: environs environmental law and policy journal. p. 253
8. ↑  Curren, Roger (Nov–Dec 2000). “From inhumane to in vitro: The changing face of science.”. The Animals' Agenda 20 (6):  22 2013年3月30日閲覧。.
9. ↑  Curren, Roger (Nov–Dec 2000). “From inhumane to in vitro: The changing face of science.”. The Animals' Agenda 20 (6):  22 2013年3月30日閲覧。.
10. ↑  Winders, Delcianna (2006). “Combining Reflexive Law and False Advertising Law to Standardize Cruelty-Free Labeling of Cosmetics”. N.Y.U.L. Rev. 81:  454 2013年3月30日閲覧。.